# 莫斯科国立技术大学
莫斯科国立技术大学（俄语：Московский Государственный Технологический Университет (МГТУ)），原来称莫斯科机床工具学院（俄语：Московский станкоинструментальный институт），俄语简称斯坦金（俄语：СТАНКИН）是一所建立于1930年的俄罗斯技术学院，主要培养包括机械领域方面的专家。知名校友有现任俄罗斯总理米哈伊尔·米舒斯京和前总理米哈伊尔·叶菲莫维奇·弗拉德科夫。